# Procureur général de l'État (Espagne)
Pour Procureur général, voir Procureur.

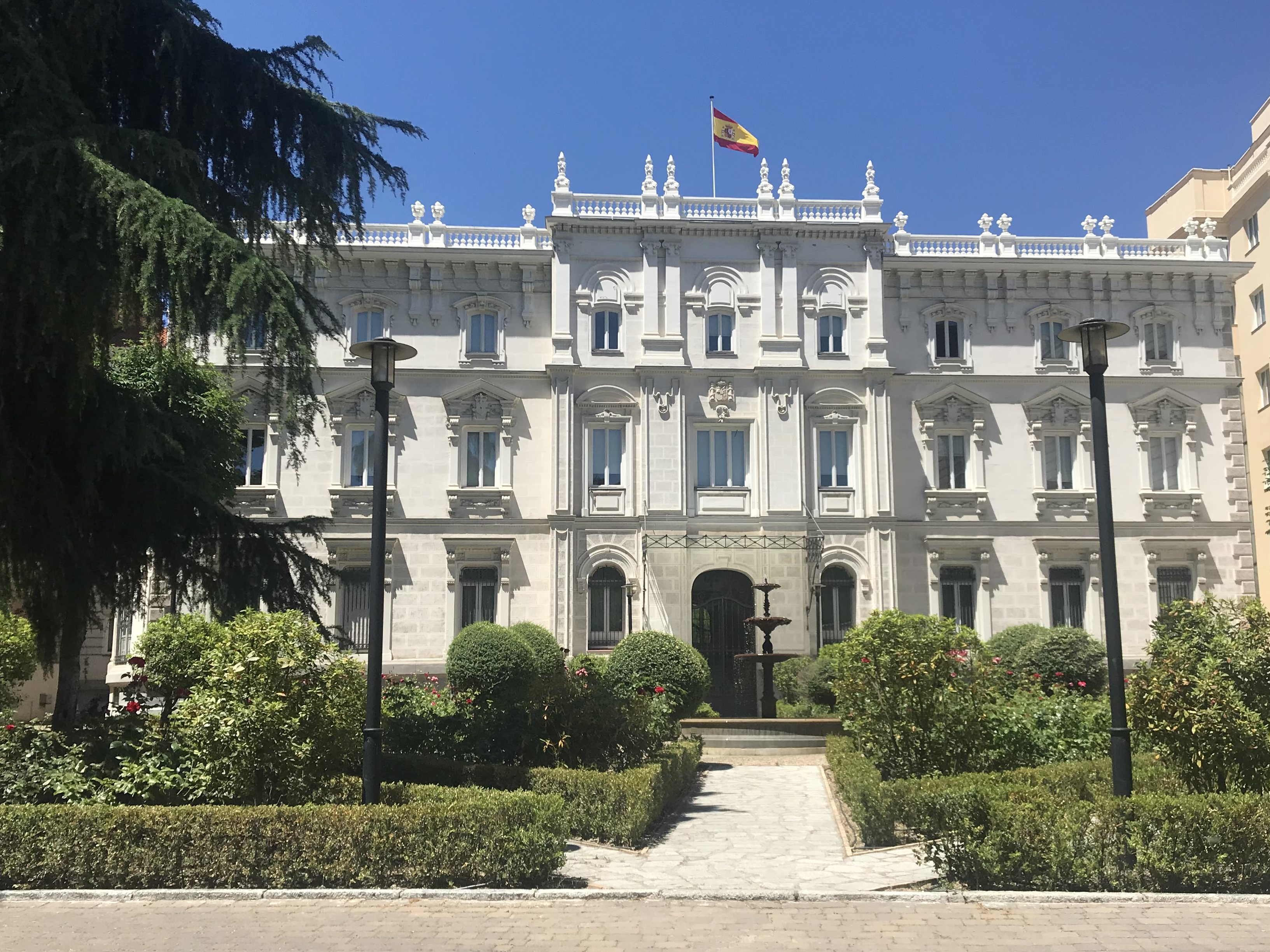
Chancellerie du procureur général de l’État à Madrid.

Le procureur général de l'État (en espagnol : Fiscal General del Estado) est le plus haut responsable du ministère public (Ministerio Fiscal) d'Espagne. Il est nommé par le roi, sur proposition du gouvernement, après avis du Conseil général du pouvoir judiciaire (CGPJ) et audition par la commission de la Justice du Congrès des députés.

## Présentation
Son existence est prévue par l'article 124 de la Constitution espagnole de 1978, qui établit le ministère public. Il ne doit pas être confondu avec le poste de ministre de la justice.

## Titulaires
| Titulaire                          | Début      | Fin         | Ministre de la Justice                                                  | Président du gouvernement                           |
| ---------------------------------- | ---------- | ----------- | ----------------------------------------------------------------------- | --------------------------------------------------- |
| José María Gil-Albert              | 15/11/1980 | 16/12/1982  | Francisco Fernández Ordóñez Pío Cabanillas Fernando Ledesma             | Adolfo Suárez Leopoldo Calvo-Sotelo Felipe González |
| Luis Antonio Burón Barba           | 16/12/1982 | 23/09/1986  | Fernando Ledesma                                                        | Felipe González                                     |
| Javier Moscoso                     | 23/09/1986 | 31/01/1990  | Fernando Ledesma Enrique Múgica                                         | Felipe González                                     |
| Leopoldo Torres Boursault          | 31/01/1990 | 11/04/1992  | Enrique Múgica Tomás de la Quadra-Salcedo                               | Felipe González                                     |
| Eligio Hernández                   | 11/04/1992 | 04/06/1994  | Tomás de la Quadra-Salcedo Juan Alberto Belloch                         | Felipe González                                     |
| Carlos Granados                    | 04/06/1994 | 07/09/1996  | Juan Alberto Belloch Margarita Mariscal de Gante                        | Felipe González José María Aznar                    |
| Juan Ortiz Urculo                  | 07/09/1996 | 17/05/1997  | Margarita Mariscal de Gante                                             | José María Aznar                                    |
| Jesús Cardenal                     | 17/05/1997 | 24/04/2004  | Margarita Mariscal de Gante Ángel Acebes José María Michavila           | José María Aznar                                    |
| Cándido Conde-Pumpido              | 24/04/2004 | 17/12/2011  | Juan Fernando López Aguilar Mariano Fernández Bermejo Francisco Caamaño | José Luis Rodríguez Zapatero                        |
| Eduardo Torres-Dulce               | 28/01/2012 | 20/12/2014  | Alberto Ruiz-Gallardón Rafael Catalá                                    | Mariano Rajoy                                       |
| Consuelo Madrigal                  | 10/01/2015 | 05/11/2016  | Rafael Catalá                                                           | Mariano Rajoy                                       |
| José Manuel Maza                   | 25/11/2016 | 18/11/2017  | Rafael Catalá                                                           | Mariano Rajoy                                       |
| Luis Navajas Ramos (a.i.)          | 18/11/2017 | 08/12/2017  | Rafael Catalá                                                           | Mariano Rajoy                                       |
| Julián Sánchez Melgar              | 08/12/2017 | 22/06/2018  | Rafael Catalá                                                           | Mariano Rajoy                                       |
| María José Segarra                 | 03/07/2018 | 15/01/2020  | Dolores Delgado                                                         | Pedro Sánchez                                       |
| Dolores Delgado                    | 26/02/2020 | 20/07/2022  | Juan Carlos Campo Pilar Llop                                            | Pedro Sánchez                                       |
| María Ángeles Sánchez Conde (a.i.) | 20/07/2022 | 02/08/2022  | Pilar Llop                                                              | Pedro Sánchez                                       |
| Álvaro García Ortiz                | 02/08/2022 | En fonction | Pilar Llop                                                              | Pedro Sánchez                                       |